# روب بيل (لاعب كرة قاعدة)
روب بيل (بالإنجليزية: Rob Bell)‏ هو لاعب كرة قاعدة أمريكي، ولد في 17 يناير 1977 في نيوبورغ في الولايات المتحدة.

## وصلات خارجية
- روب بيل على موقع دوري كرة القاعدة الرئيسي (الإنجليزية)
- روب بيل على موقعبيزبول رفرنس.كوم (الدوري الرئيسي) (الإنجليزية)
- روب بيل على موقعبيزبول رفرنس.كوم (الدوري الثانوي) (الإنجليزية)
- روب بيل على موقع إي إس بي إن.كوم (أم.أل.بي) (الإنجليزية)
- روب بيل على موقع مشجعي الرسوم البيانية (الإنجليزية)